# Tony Gill
Anthony Dean Gill, più conosciuto con il diminutivo Tony Gill (Bradford, 6 marzo 1968) è un allenatore di calcio ed ex calciatore inglese, di ruolo centrocampista.

## Carriera
Tra il 1984 ed il 1986 gioca nelle giovanili del Manchester Utd, con cui nella stagione 1986-1987 esordisce in prima squadra, giocando una partita nella prima divisione inglese. L'anno seguente, complici anche dei problemi ai tendini, non scende invece mai in campo; torna a giocare nella stagione 1988-1989, nel corso della quale mette a segno una rete in 9 presenze nella prima divisione inglese, subendo però un grave infortunio (si rompe una gamba in un contrasto di gioco con Brian Laws del Nottingham Forest) che di fatto pone fine alla sua carriera (anche se formalmente rimane sotto contratto con lo United per l'intera stagione 1989-1990). In seguito allena per diversi anni nelle giovanili dei Bristol Rovers, finché nel marzo del 1997 Steve Millard lo assume come suo vice al Bath City, club di Southern Football League (sesta divisione), con cui torna anche in campo a giocare 2 partite, lasciando però il club nel settembre del 1997 a causa di problemi economici del club stesso.